# Most w Grodnie (1965)
Most w Grodnie z 1965 roku – most nad rzeką Niemen, położony we wschodniej części Grodna na Białorusi. Pierwotnie powstał jako most kolejowy, w 2019 roku zaczęła się jego przebudowa, po której zostanie zmieniony w most drogowy.

## Historia
Obiekt powstał w latach 1963–1965 jako część kolejowej obwodnicy miasta, łączącej dwa duże kombinaty chemiczne, Grodno Azot i Chimwałakno. Po rozpadzie Związku Radzieckiego obwodnica kolejowa była coraz rzadziej użytkowana, w końcu ruch ustał na niej całkowicie. Do 2008 roku nieużywany most uznawano jednak za obiekt strategiczny i był on pilnie strzeżony. Do 2011 roku całkowicie rozebrano linię kolejową.
W 2012 roku pojawił się pomysł, by most rozbudować i przeznaczyć dla ruchu drogowego. Prace ruszyły pod koniec 2019 roku. W ramach przebudowy most zostanie skrócony z 302 do 240 m i poszerzony z 4,2 do ponad 30 m. Liczba filarów zostanie zredukowana z 7 do 5, a te które pozostaną, zostaną znacznie poszerzone. Wysokość ponad lustrem wody w Nemanie zostanie zmniejszona z 32 do 29 m. Oryginalne przęsła mostu, po których dawniej biegła jednotorowa linia kolejowa, zostaną zachowane i przebiegać będą przez jego środek. Po bokach zostaną dobudowane nowe, znacznie szersze przęsła. Most po rekonstrukcji ma mieć po dwa pasy ruchu w każdą stronę, a także chodniki i ścieżkę rowerową. Zakończenie prac planowane jest na czerwiec 2021 roku.